# Гайзинг
Гайзинг (нем. Geising) — бывший город в немецкой федеральной земле Саксония, с 1 января 2011 года входящий в состав города Альтенберг.
Подчинён земельной дирекции Дрезден и входит в состав района Саксонская Швейцария — Восточные Рудные Горы. На 31 декабря 2015 года население Гайзинга составляло 1279 человек. Занимает площадь 56,07 км².
Город подразделялся на 7 городских районов.

## Известные уроженцы
- Шелле, Иоганн (1648—1701) — немецкий барочный композитор, музыкальный педагог.

## Фотографии

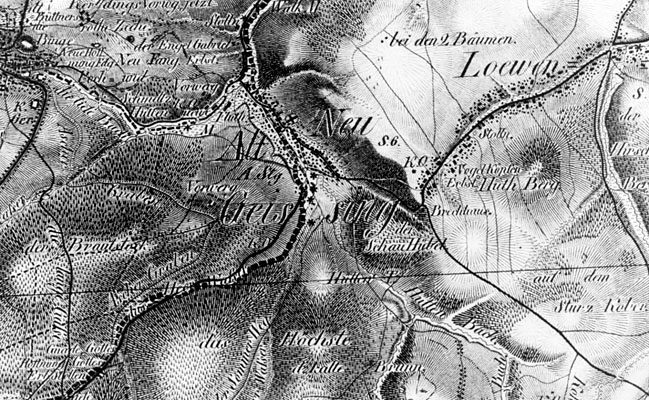
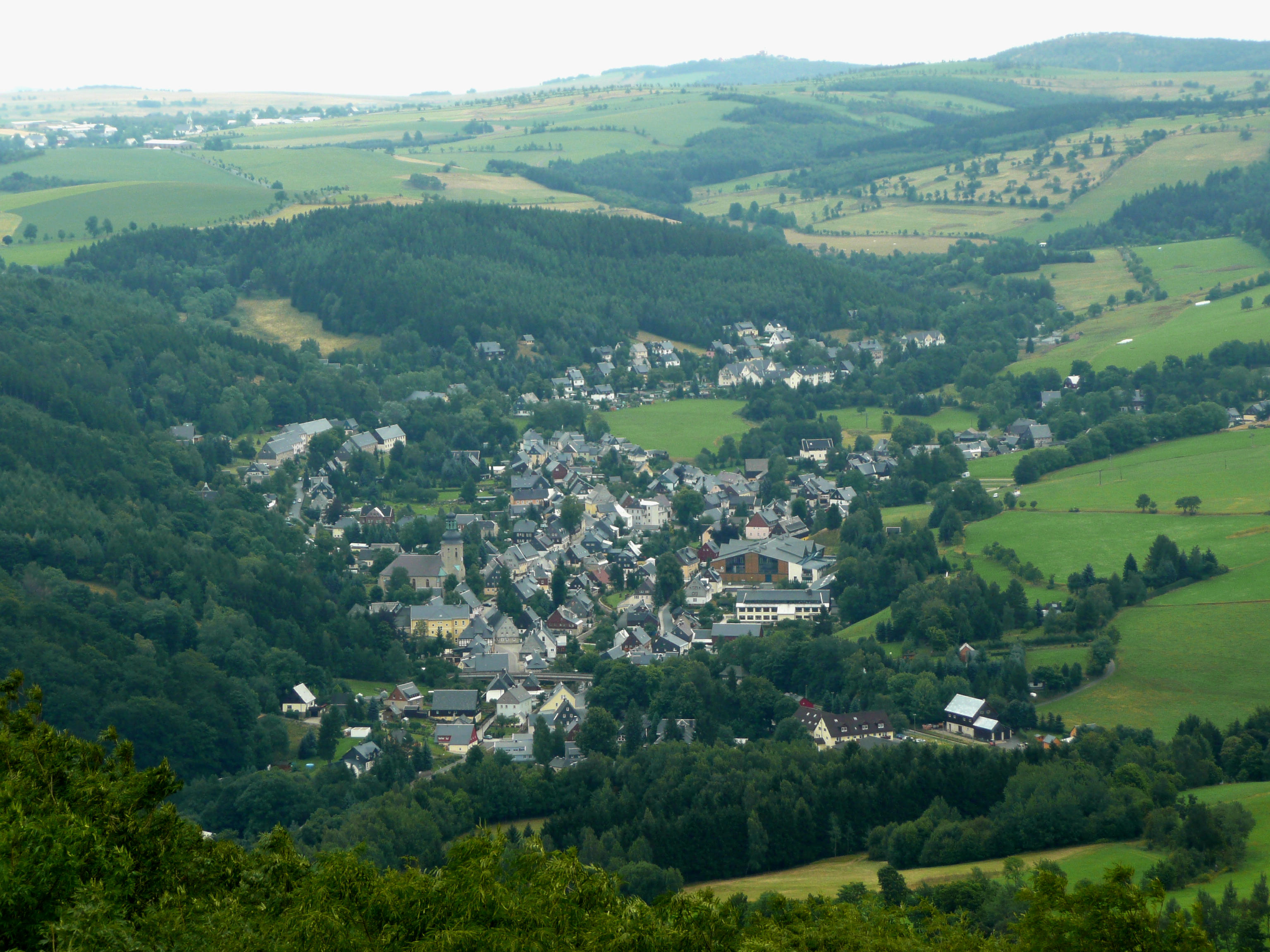
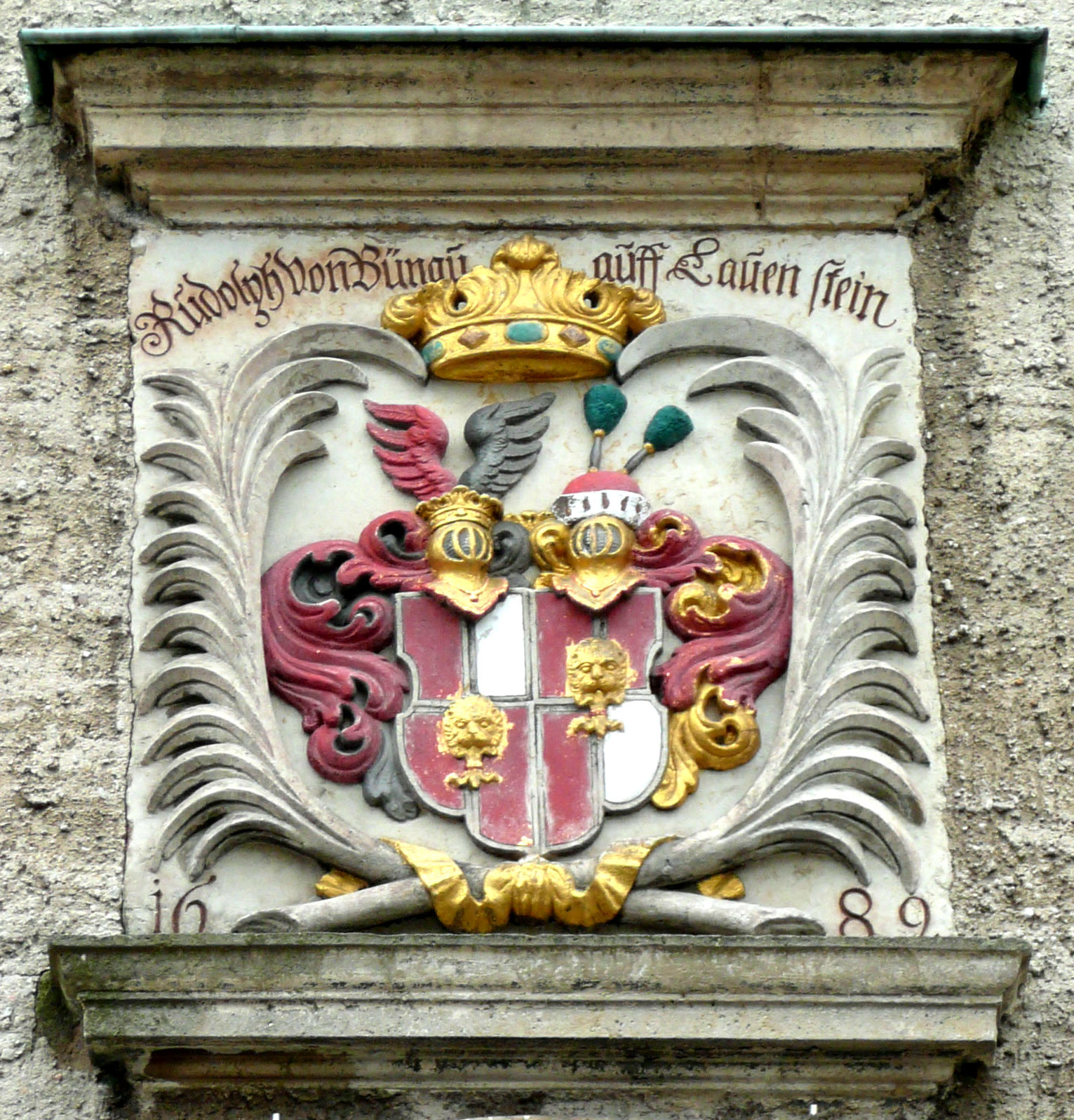
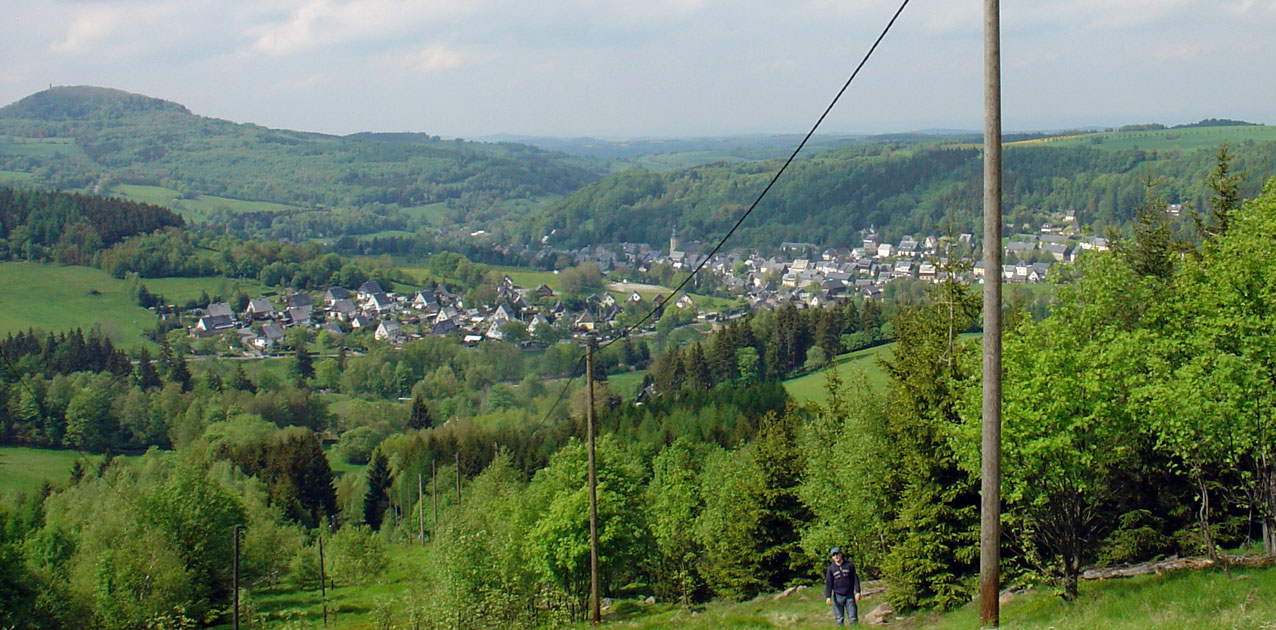
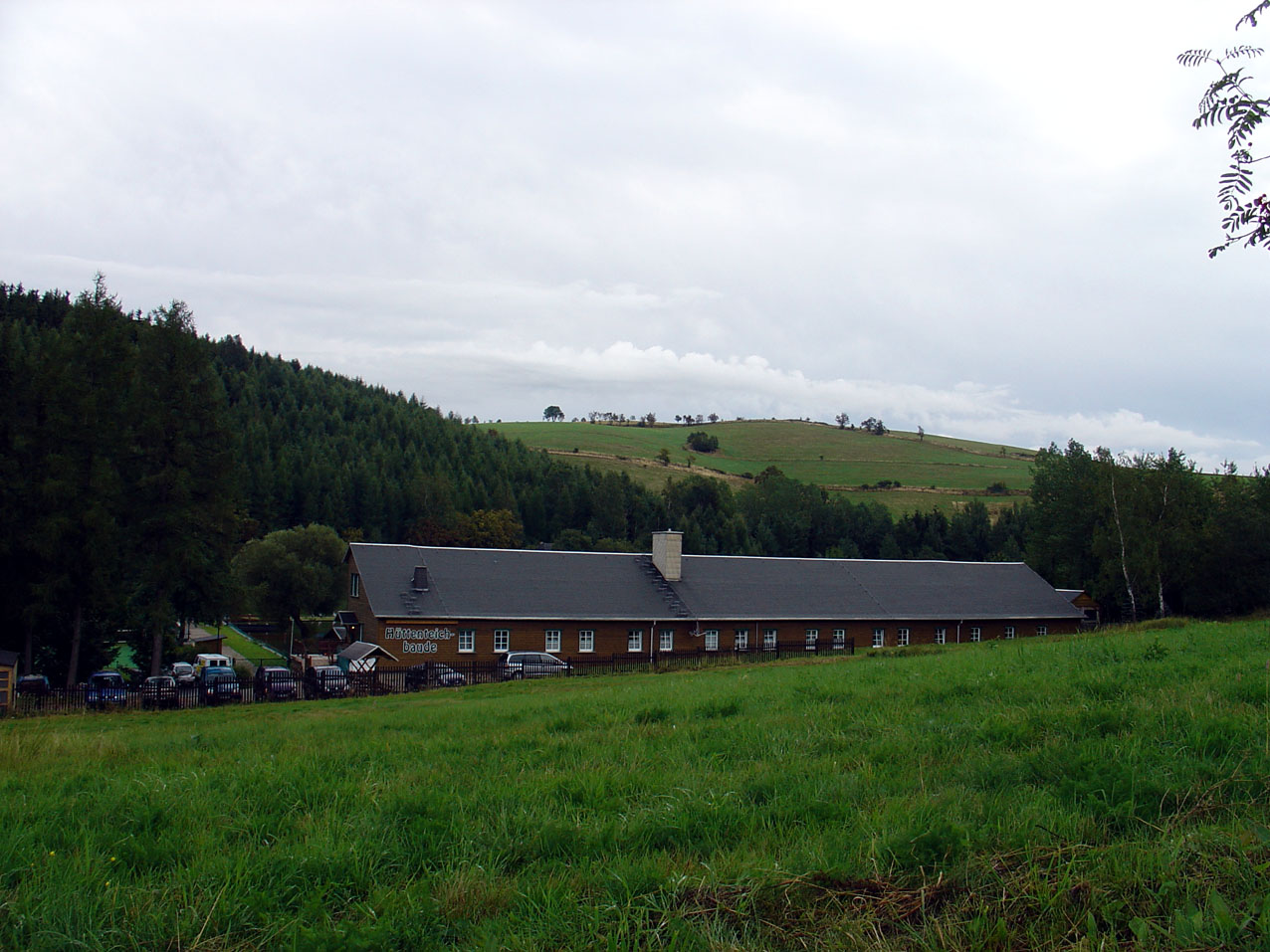
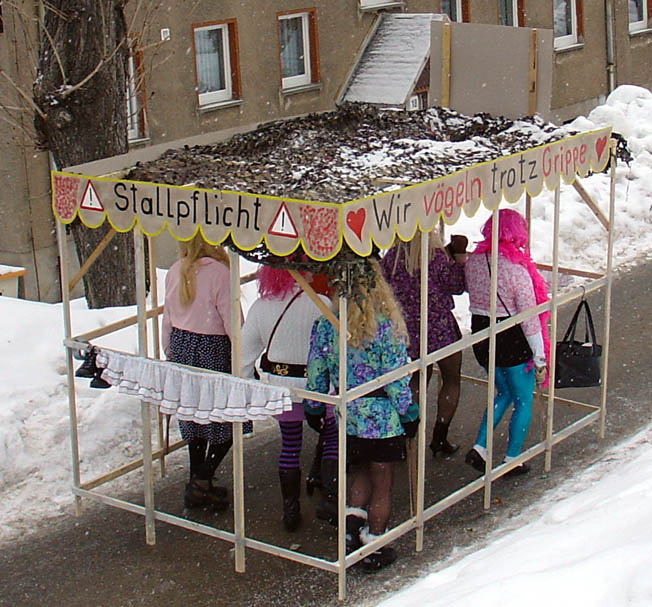
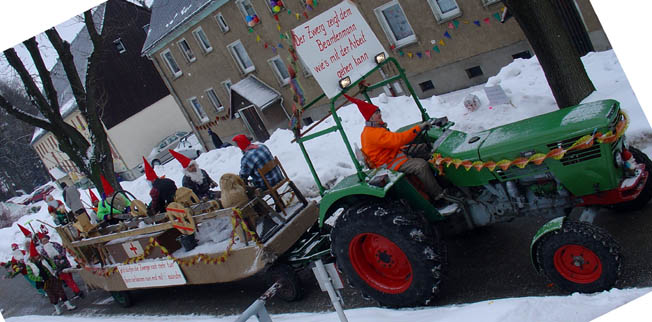
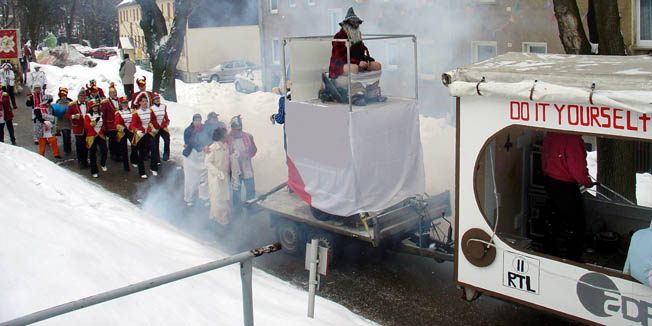
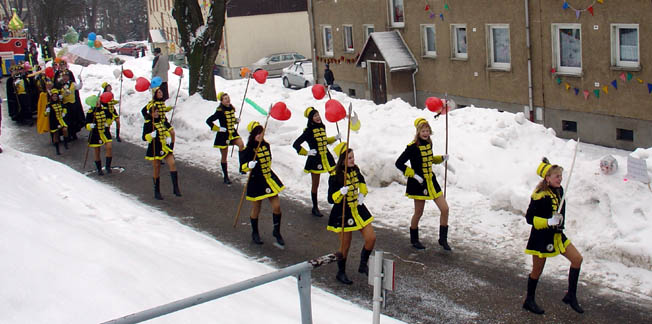